# Irisbus Midirider
Irisbus Midirider — автобусное шасси среднего класса производства Irisbus.

## История
Шасси Irisbus Midirider производилось с 2004 года. На его основе производились автобусы Irisbus Midys с двигателем Tector 6 и Irisbus Midway с двигателем Tector F4A. Первый отличается от последнего системой кондиционирования, сиденьями с откидной спинкой и туалетами возле задней двери, которая может быть даже двустворчатой. В 2008 году стандарт был увеличен до Евро-5. Производство завершилось в 2013 году по причине ликвидации завода Irisbus.

## Эксплуатация
Автобусы Irisbus Midys эксплуатируются в Бельгии, Венгрии и Польше, тогда как 298 экземпляров Irisbus Midway поставлялись в Европу.